# Ludwig von Salm

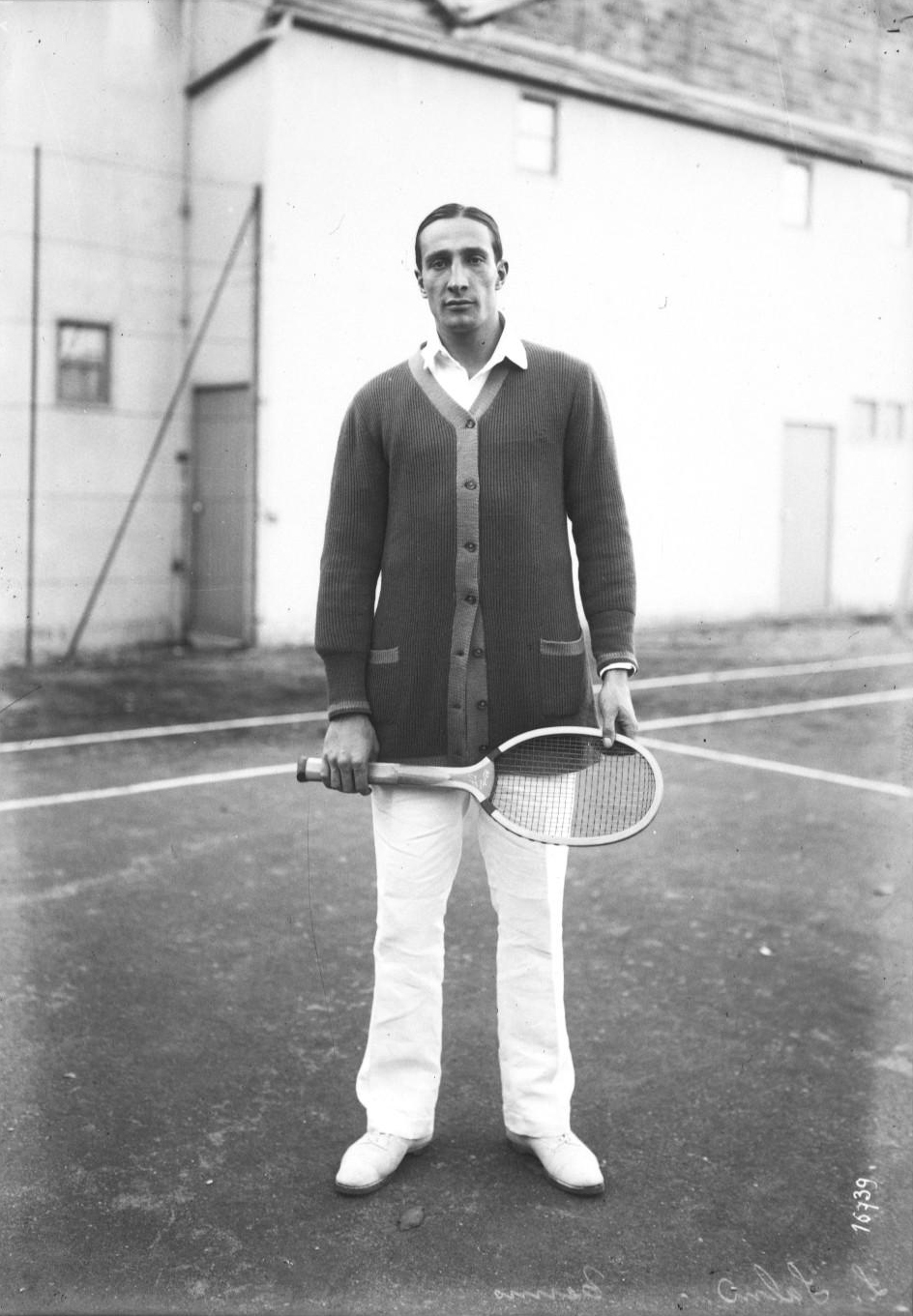
Ludwig von Salm (1911)

Ludwig Albrecht Constantin Maria, Graf von Salm-Hoogstraeten (* 24. Februar 1885 in Homburg vor der Höhe; † 23. Juli 1944 in Budapest) war ein österreichischer Graf und Tennisspieler.

## Leben

### Frühe Jahre und Familie
Ludwig von Salm wurde 1885 in Bad Homburg vor der Höhe als Sohn von Graf Alfred von Salm-Hoogstraeten und Baronin Adolphine von Erlanger geboren und gehörte dem Adelsgeschlecht Salm an. Sein Vater war ein preußischer Offizier der Kavallerie. Er hatte drei Brüder, Alfred, Otto und Alexander, von denen die letzten beiden ebenfalls Tennis spielten. In Reichenau an der Rax unterhielt die Familie ein Anwesen. Als Erstgeborener war er erster Erbnachfolger.

### Sportliche Karriere
Graf von Salm nahm ab 1906 an Tennisturnieren teil. 1912 spielte er bei den Olympischen Spielen in Stockholm im Rasen-Einzel und erreichte das Viertelfinale, in dem er Harold Kitson, dem späteren Silbermedaillengewinner, unterlag. 1913 trat er zum ersten Mal bei den Wimbledon Championships an, schied jedoch in der zweiten Runde aus. 1914 wurde sein erfolgreichstes Jahr. Er erreichte das Mixed-Finale der Hartplatz-Weltmeisterschaften in Paris mit Suzanne Lenglen, doch musste sich dort geschlagen geben. Im Einzel erreichte er ebenfalls das Finale und verlor dort gegen Anthony Wilding. Im selben Jahr erreichte er das All-Comers-Finale der French Open, zu dem bis 1925 nur wenige Nicht-Franzosen zugelassen wurde. Das Match gab er im fünften Satz gegen Jean Samazeuilh auf. Nach dem Ersten Weltkrieg gewann von Salm bei den in Hamburg ausgetragenen German International Tennis Championships mit Oscar Kreuzer den Doppeltitel. Bis 1925 war von Salm in einige Kontroversen rund um sein Verhalten auf dem Platz verwickelt, sodass ihm u. a. Vereine den Zugang zu Turnieren verwehrten. Von 1926 bis 1932 spielte von Salm regelmäßig bei den internationalen französischen Meisterschaften, kam dort jedoch nie über die zweite Runde hinaus. Zwischen 1924 und 1928 nahm er für die österreichische Mannschaft am Davis Cup teil und konnte in dieser Zeit alle drei seiner Einzel sowie eins von fünf Doppeln gewinnen. 1934 spielte er sein letztes Turnier.

### Privatleben und Tod
Ludwig von Salm diente im Ersten Weltkrieg als k.u.k. Dragoner in der österreich-ungarischen Armee und unterstützte den Gouverneur von Wien militärisch. Nach dem Krieg verlor er vieles von seinem Reichtum bei Kartenspielen im Jockey Club.
Seine erste Frau Anne-Marie von Kramsta hatte er schon 1909 geheiratet; die zweite Heirat mit der US-amerikanischen Socialite Millicent Rogers im Jahr 1924 hielt nicht lange, aber brachte einen Sohn hervor.
Von Salm-Hoogstraeten trat gelegentlich auch in Filmen in Erscheinung. Sein Freund, der österreichische Filmproduzent Sascha Kolowrat-Krakowsky und Besitzer der Sascha Filmindustrie verhalf ihm dazu, nachdem der Regisseur Michael Curtiz Krakowsky dazu ermutigte. In zwei Langfilmen – Eine versunkene Welt (1922), Herren der Meere (1922) – hatte er jeweils eine Nebenrolle. 1929 widmete er seinem Sohn Peter das Buch Mein lieber Peter ... beichte eines vaters.
Während er noch in Wien lebte, gab er Kindern Unterricht über Fairplay. 1929, nach großem finanziellen Verlust, zog er nach Budapest, um Geschäfte mit Wein zu machen. Während der Zeit wohnte er im Hotel Dunapalota-Ritz in einer zweistöckigen Wohnung.
Ludwig von Salm starb im Alter von 59 Jahren 1944 in Budapest durch Suizid. Er sprang vom Hotelbalkon auf die Donaupromenade (Dunakorzó) und war sofort tot. Laut der Winona Daily News seien die vor Ort eintreffenden Nationalsozialisten Grund der Selbsttötung gewesen sein, die ihn wegen seiner jüdischen Abstammung verhaften wollten. Laut von Salms Freund Sidney Wood wollten die Nationalsozialisten ihn als Spion installieren, was von Salm ablehnte, woraufhin die Nationalsozialisten ihn in Budapest aufsuchten. Die jüdische Zeitung Jewish Criterion sah in von Salm einen Unterstützer der Nationalsozialisten und überzeugten Antisemiten, der sich durch den Selbstmord der Verantwortung der Zeit nach dem Krieg entziehen wollte. Er wurde am 28. Juli begraben.